# Влада Рајка Касагића
Влада Рајка Касагића изабрана је 17. децембра 1995. године на Палама у Српском Сарајеву. Била је то четврта Влада Републике Српске.

## Састав Владе
Предсједник Владе: Рајко Касагић
Министри у Влади:
- 1. Милан Нинковић, министар одбране,
- 2. Драган Кијац, министар унутрашњих послова,
- 3. Марко Арсовић, министар правосуђа и управе,
- 4. Алекса Буха, министар иностраних послова,
- 5. Новак Кондић, министар финансија,
- 6. Недељко Лајић, министар саобраћаја и веза,
- 7. Недељко Рашула, министар образовања, науке и културе,
- 8. Спасоје Албијанић, министар трговине и снабдјевања,
- 9. Милорад Скоко, министар индустрије и енергетике,
- 10. Драган Калинић, министар здравља, рада и социјалне заштите,
- 11. Драган Божанић, министар информисања,
- 12. Војислав Радишковић, министар за питања бораца и жртава рата,
- 13. Ратко Мишановић, министар за урбанизам, стамбено-комуналне послове и грађевинарство,
- 14. Драган Давидовић, министар вјера,
- 15. Љубиша Владушић, министар за прогнана и расељена лица,
- 16. Ђојо Арсеновић, министар пољопривреде, шумарства и водопривреде,
- 17. Љубомир Зуковић, министар без портфеља,
- 18. Боривоје Сендић, министар без портфеља,
- 19. Мирослав Тохољ, министар без портфеља.